# Das Gasthaus im Elsaß
Das Gasthaus im Elsaß ist ein Roman von Georges Simenon und erschien als einer von Simenons ersten Non-Maigret-Romanen. Die Originalausgabe erschien 1931 unter dem Titel Le relais d’Alsace bei Fayard, die deutsche Ausgabe erstmals 1935 unter dem Titel Nachtnebel bei der Schlesischen Verlagsanstalt in der Übersetzung von Harold Effberg. Im Jahr 1986 veröffentlichte der Diogenes Verlag in Zürich eine Neuübersetzung von Angela von Hagen unter dem Titel Das Gasthaus im Elsaß.

## Inhalt
Seit Monaten schon wohnt in einem kleinen Gasthaus im Elsass, dem Relais-d’Alsace am Col de la Schlucht ein gewisser Monsieur Serge, der dort ein ruhiges Leben führt. Die Wirtin spricht ihn eines Tages auf die ausstehende Bezahlung von 3.000 Francs an; Monsieur Serge meint daraufhin, er werde das Geld bis zum nächsten Tag besorgen. Dann kommt seinem Zimmernachbarn, dem wohlhabenden Monsieur Van de Laer, plötzlich das Geld abhanden. Man sucht einen Schuldigen und der ist schnell gefunden: Monsieur Serge; so konzentrieren sich die Ermittlungen auf ihn und der herbeigeeilte Inspektor Mercier ist sich ziemlich sicher, den Dieb schnell gefasst zu haben.
Serge gibt sich aber so leicht nicht geschlagen: er lässt sich den Tatort zeigen und beweist, dass er es nicht gewesen sein kann. Die Demonstration, die er Mercier und den Van de Lears gibt, ist so überzeugend, dass man ihm auch trotz seines nicht vorhandenen Alibis und der Tatsache, dass man immer noch nicht weiß, woher er sein Geld hat, nichts gegen ihn in der Hand hat. Allerdings kommt dann der Zeitpunkt, an dem der Diebstahl überhaupt nichts mehr zählt. Irgendjemandem ist aufgefallen, dass Monsieur Serge eine große Ähnlichkeit mit den Beschreibungen des international gesuchten Betrügers Commodore aufweist. Für ihn, und nur für ihn, macht sich Kommissar Labbé auf den Weg in den kleinen elsässischen Ort.

## Hintergrund
Als im Februar 1931 die ersten beiden Maigret-Romane erschienen – Maigret und der verstorbene Monsieur Gallet und Maigret und der Gehängte von Saint-Pholien – waren dies die ersten Werke, die Georges Simenon unter eigenem Namen veröffentlichte. Zuvor hatte er jahrelang unter zahlreichen Pseudonymen Groschenromane geschrieben. Trotz des Erfolgs der Maigret-Reihe wollte Simenon sich hin zu ernsthafter Literatur weiterentwickeln und schrieb nebenher Non-Maigret-Romane ohne seinen berühmten Kommissar. Die ersten beiden Versuche – Das Gasthaus im Elsaß und Der Passagier der Polarlys – waren dabei laut Simenons Biograf Patrick Marnham noch weitgehend im Genre des Kriminalromans verhaftet.

## Ausgaben
- Georges Simenon: Le relais d’Alsace. Paris, Fayard 1931 (Erstausgabe).
- Georges Simenon: Nachtnebel. Berlin, Schlesische Verlagsanstalt 1935 (Übersetzung: Harold Effberg)
- Georges Simenon: Das Gasthaus im Elsaß. Zürich, Diogenes 1986 (Ü: Angela von Hagen)

## Hörspielfassung
Eine Hörspielfassung erschien 2006 als Produktion des Südwestrundfunks Freiburg. Zu den Sprechern gehörten Christian Redl, Rüdiger Vogler, Dieter Mann und Cathy Dingler.